# ボリス・ピストリウス
ボリス・ルートヴィヒ・ピストリウス（ドイツ語: Boris Ludwig Pistorius、1960年3月14日 - ）は、ドイツの政治家。2023年1月から国防大臣を務めている。

## 来歴

### 生い立ち
ドイツ社会民主党（SPD）に所属しニーダーザクセン州議会議員も務めたウルスラ・ピストリウスとルートヴィヒ・ピストリウスの次男として、オスナブリュックで生まれる。シンケル地区で育ち、1978年にはゾンネンヒューゲル地区にあるギムナジウムを卒業した。その後1980年までの間は、卸売及び外国貿易業に関する職業教育を受けた。1980年から1981年まで兵役に就いた後に、ミュンスター大学、オスナブリュック大学で法律を学んだ。1987年に第一次司法試験（juristisches Staatsexamen）に合格。オルデンブルクで司法修習を受け、1990年に第二次司法試験に合格。同年6月から半年間は弁護士を務めた。

### 州政府での職歴
1991年、ニーダーザクセン州政府の公務員となり、同年から1995年までゲアハルト・シュレーダー州首相が率いる州政府の内務大臣であったゲアハルト・グロゴフスキの個人顧問を務めた。1995年から1996年まで、大臣官房副長官。1997年から2002年まで、ヴェーザー・エムス行政管区でいくつかの部署の管理職を務め、2002年から2006年までは、学校とスポーツの部門の責任者を務めた。

### 政治経歴
1976年にドイツ社会民主党（SPD）に入党。
1996年から2013年まで、オスナブリュックの市議会議員。1999年から2002年まで、同市の第二市長。2006年9月24日に行われた同市の市長選挙に立候補し、55.5%の票を獲得して当選、市長に就任した。
2013年ニーダーザクセン州議会選挙の結果を受けて発足したシュテファン・ヴァイル率いる州政府において、内務・スポーツ大臣に就任。
2017年ニーダーザクセン州議会選挙に立候補し、初当選。
2019年に行われたSPDの党首選にペトラ・ケピンクとペアを組み立候補したが、得票率は第5位の14.41%に留まり落選した。
2023年1月17日、クリスティーネ・ランブレヒトが国防大臣を辞任し、ピストリウスが後任に就任することとなった。
2025年5月6日、オラフ・ショルツ首相が辞任し、後任の首相としてフリードリヒ・メルツが選出されたが、ピストリウスはショルツ内閣から唯一留任が決まり、メルツ内閣でも引き続き国防大臣を務めることとなった。